# 549 Jessonda
549 Jessonda este un asteroid din centura principală, descoperit pe 15 noiembrie 1904, de Max Wolf.